# Cola lissachensis
Cola lissachensis är en malvaväxtart som beskrevs av François Pellegrin. Cola lissachensis ingår i släktet Cola och familjen malvaväxter. Inga underarter finns listade i Catalogue of Life.